# Heinz-Günther Lehmann
Heinz-Günther Lehmann (*  6. März 1923 in Zeitz; †  24. Juni 2006 in Göppingen) war ein deutscher Schwimmer.
Heinz-Günther Lehmann, genannt „Hase“ Lehmann, gewann 1950 in Wien den Europameistertitel über 1500 Meter Freistil und die Bronzemedaille über 400 Meter Freistil. Für seinen Erfolg wurde er vom damaligen Bundespräsidenten Theodor Heuss als einer der ersten Sportler mit dem Silbernen Lorbeerblatt ausgezeichnet. Er war auch Teilnehmer der Olympischen Spiele in Helsinki 1952.
Mit 35 deutschen Einzelmeisterschaften war er einer der erfolgreichsten deutschen Freistilschwimmer. Er gewann die folgenden Einzeltitel:
- über 100 m Freistil: 1947
- über 200 m Freistil: 1943, 1947, 1948, 1950 bis 1953
- über 400 m Freistil: 1942, 1943, 1947 bis 1954
- über 1500 m Freistil: 1942, 1949, 1950, 1951, 1953, 1954

Bis 1943 startete er für den SV Zeitz, von 1947 bis 1950 für den MTV Braunschweig und danach für den Aachener Schwimmverein 06.